# 緑川ゆき
緑川 ゆき（みどりかわ ゆき、1976年5月23日 - ）は、日本の漫画家。女性。熊本県出身。『LaLa』（白泉社）にて『夏目友人帳』を連載中。

## 来歴
中学生のころから漫画家を志す。1998年に「花泥棒」で第74回LMSベストルーキー賞を受賞。同年、「珈琲ひらり」が第18回LMGフレッシュデビュー賞を受賞し、『LaLa DX』（白泉社）11月号に掲載され、デビューを果たす。
1998年、『LaLa』（白泉社）に掲載された読み切り作品「あかく咲く声」が人気を集め、翌1999年から『LaLa』にて連載化される。同作で2000年に第25回白泉社アテナ新人大賞デビュー優秀者賞を受賞。
2003年、『LaLa DX』に『夏目友人帳』を読み切り作品として発表。その後シリーズ化され、2007年から『LaLa』に移籍して連載を開始した。単行本5巻までの累計部数は約80万部を記録し。2008年にテレビアニメ化された。また、同作は2009年に第13回文化庁メディア芸術祭マンガ部門審査委員会推薦作品に選出された。
2013年8月、「夏目友人帳原画展〜緑川ゆきの世界〜」を開催。同展では、『夏目友人帳』の原画を中心に初期作品のカラー原画を含む150点以上の原画を展示した。
2024年、「第3回熊日マンガ文化賞」を白泉社と共同で受賞した。緑川の作品が令和2年7月豪雨からの復興支援に貢献したことも評価された。

## 人物
ペンネーム「緑川」は、熊本の川の名前に由来する。また、作品のキャラクターの名字は熊本の地名から多く取られている（『あかく咲く声』の辛島→熊本市辛島町、坂本→坂本パーキングエリアなど）。
血液型はB型。

## 作品リスト

### 連載
- あかく咲く声（『LaLa』『LaLa DX』1998年 - 2001年）
- 花追い人（『LaLa』2001年） - 全3回。単行本未収録。
- 緋色の椅子（『LaLa DX』2001年 - 2004年）
- 夏目友人帳（『LaLa DX』『LaLa』2003年 - 連載中） - 2008年よりアニメ化[10]。

### 読み切り
- 花泥棒（『LaLa DX』1998年5月号） - 『あかく咲く声』2巻に収録。
- 珈琲ひらり（『LaLa DX』1998年11月号） - 『あかく咲く声』2巻に収録。
- 名前のない客（『LaLa』1999年5月号） - 『アツイヒビ』に収録。
- 夏にはため息をつく（『LaLa』2000年9月号） - 『夏目友人帳』7巻に収録。
- アツイヒビ（『LaLa DX』2001年9月号） - 『アツイヒビ』に収録。
- 花の跡（『LaLa DX』2001年11月号） - 『アツイヒビ』に収録。
- 寒い日も。（『LaLa DX』2002年3月号） - 『アツイヒビ』に収録。
- 蛍火の杜へ（『LaLa DX』2002年7月号） - 『蛍火の杜へ』に収録。2011年にアニメ映画化。
- くるくる落ち葉（『LaLa DX』2002年11月号） - 『蛍火の杜へ』に収録。
- ひび、深く（『LaLa』2003年1月号） - 『蛍火の杜へ』に収録。
- 花唄流るる（『LaLa』2003年4月号） - 『蛍火の杜へ』に収録。
- 体温のかけら（『LaLa』2003年8月号） - 『愛蔵版 蛍火の杜へ』に収録。
- まなびやの隅（『LaLa』2004年10月号） - 『夏目友人帳』6巻に収録。
- 暁の魔術師（『LaLa DX』2004年11月号） - 単行本未収録。
- 星も見えない（『LaLa DX』2005年3月号） - 『愛蔵版 蛍火の杜へ』に収録。
- 一つの夜と千の朝（『LaLa』2015年5月号） - 単行本未収録。
- 啼かない鳥の帰る樹は（『LaLa』2020年6月号） - 単行本未収録。

### 書籍
- 『あかく咲く声』、白泉社〈花とゆめコミックス〉2000年 - 2001年、全3巻
  - （文庫版）白泉社〈白泉社文庫〉2008年、全2巻
- 『アツイヒビ』、白泉社〈花とゆめコミックス〉2002年、短編集
- 『蛍火の杜へ』、白泉社〈花とゆめコミックス〉2003年、短編集
  - （愛蔵版）白泉社〈花とゆめコミックス スペシャル〉2011年
- 『緋色の椅子』、白泉社〈花とゆめコミックス〉2002年 - 2004年、全3巻
  - （文庫版）白泉社〈白泉社文庫〉2012年、全2巻
- 『夏目友人帳』、白泉社〈花とゆめコミックス〉2005年 - 刊行中、既刊32巻（2025年4月4日現在）

## 関連人物
田中メカ
『LaLa』の同期で友人。
林みかせ
緑川の原稿を手伝った経験がある。
天乃忍
緑川の原稿を手伝った経験がある。
時計野はり
緑川の原稿を手伝った経験がある。
草川為
緑川が仲のいい漫画家として挙げている人物。
可歌まと
緑川が仲のいい漫画家として挙げている人物。
仲野えみこ
緑川が仲のいい漫画家として挙げている人物。